# Шарлотта Арнольд
Шарлотта Арнольд (англ. Charlotte Arnold, нар. 27 липня 1989) — канадська кіно- і телеактриса, найбільш відома зображенням ролей Холлі Д.Сінклер в Деграссі: Наступне покоління і Седі Хоторн в канадському серіалі Природно, Седі.

## Біографія
Шарлотта Арнольд народилася 27 липня 1989 р. у Торонто. Станом на листопад 2008-го, Арнольд відвідувала університет Райєрсона за спеціальністю радіожурналістика.

## Кар'єра
Її перша роль була Кейт О'Ніл для телефільму Гігантські шахти. Потім, після кількох незначних ролей, у неї була роль у фільмі Зберігання серця, за яку була номінована на Приз юного артиста за найкращу роль у телевізійному кіно (комедія або драма) молодого віку 2001 р. для актрис десяти років чи молодше.
Протягом наступних кількох років у неї були ролі в декількох телефільмах, таких як Війна Харлана, Один труп, Діапазон руху тощо. 
У 2001 р. брала участь в озвучуванні анімаційного серіалу Скоєні.
З 2007 р. грає роль Холлі Д.Сінклер у Деграссі. Вона навчалася в середній школі разом із однією з головних персонажів, що грає Мунро Чамберс.
У 2010 р. отримала премію Джеміні за найкраще виконання у дитячій або молодіжній програмі/серіалі (сезон 9, епізод Деграссі:. Наступне покоління).

## Фільмографія
| Рік       | Назва                           | Роль                     | Примітки                 |
| --------- | ------------------------------- | ------------------------ | ------------------------ |
| 1996      | Гігантські шахти                | Кейт О'Нілл              | Телефільм                |
| 1997      | Земля: Останній конфлікт        | Маленька дівчинка        |                          |
| 1999      | Реальні діти, реальні пригоди   | Холлі                    |                          |
| 2000      | Зберігання серця                | Кікі Рафаел              | Телефільм                |
| 2000      | Війна Харлана                   | Люсінда Кінсейд          | Телефільм                |
| 2000      | Один труп                       | Келлі О'Меллі            | Телефільм                |
| 2000      | Діапазон руху                   | Сара Берман              | Телефільм                |
| 2001      | Коштовність                     | Енні Хілберн             | Телефільм                |
| 2001      | Скоєні                          | Зейда Ларсен (озвучення) | Телесеріал               |
| 2001      | Безпека об'єктів                | Саллі Хрістіансон        |                          |
| 2002      | Час вовка                       | Пейдж Маггір             |                          |
| 2004      | Зіксс                           | Сара Міллс               |                          |
| 2005–2007 | Природно, Седі                  |                          | 63 епізоди, головна роль |
| 2007      | Вони повернуться                | Меган Беллафлавер        | Телефільм                |
| 2007–2012 | Деграссі: Наступне покоління    | Холлі Д. Сінклер         | Сезони 7-11              |
| 2009      | Деграссі їде в Голлівуд         | Холлі Д. Сінклер         | Телефільм                |
| 2010      | Деграссі штурмує Манхеттен      | Холлі Д. Сінклер         | Телефільм                |
| 2011      | Її очі                          | Шарлотта                 | Короткометражний фільм   |
| 2015      | Красуня і чудовисько (серіал)   | Марисса Зане             | Телесеріал               |
| 2015-2017 | Патриот                         | Еллі О'Доннелл           | Телесеріал               |
| 2016      | Смертельна інферно              | Алекс                    | Телесеріал               |
| 2016      | Деграссі: Наступний клас        | Холли Дж Синклер         | Телесеріал               |
| 2017      | Приватні детективи (телесеріал) |                          | Телесеріал               |
| 2018      | Таємниці Френкі Дрейка          | Пані Мороз / Маргі Хант  | Телефільм                |